# Сакс, Том
Том Сакс (англ. Tom Sachs; 26 июля 1966, Нью-Йорк, США) — современный американский скульптор, активно применяет апроприацию в своем творчестве, известен благодаря использованию современной иконографии; живёт и работает в Нью-Йорке.
На первых выставках он воссоздал офисную мебель Knoll из телефонных книг и клейкой ленты; позднее повторил работу Ле Корбюзье «Жилая единица» (1952), используя пену и клеевой пистолет. Другие проекты включали лунный модуль Аполло 11; Макдоналдс из фанеры, клея и кухонной техники; Hello Kitty и её друзей из материалов от пены до бронзы. В работах Сакса все шаги, которые привели к конечному результату, выставлены на показ — все швы, стяжки, винты, все, что соединяет части вместе. Том Сакс создает объекты, которые отражают иронию современной жизни, сочетая гламур с повседневными символами: например, еда Макдоналдс в упаковке Тиффани.
Художник говорит, что его любимым термином является «бриколаж», означающий искусство создания объектов из подручных средств. На протяжении 1990-х Сакс разработал технику, основанную на концепции бриколажа, своего рода «сделай сам» принцип, который он использовал в видео и скульптуре. «Hello Kitty Nativity Scene» (1994) — традиционное изображение Рождества с современными персонажами, такими как Hello Kitty и Bart Simpson. Эта работа, наряду с другими, такими как «Prada Toilet»(1997) и «White Ghetto Blaster» (2000), олицетворяют юмористический подход Сакса к созданию объектов.

## Биография
Том Сакс родился в Нью-Йорке в 1966, вырос в Вестпорте, Коннектикут, учился в Greens Farms Academy, в Bennington College в Вермонте, изучал архитектуру в Лондоне.
В 1994 Сакс создал рождественскую сцену для витрины Barneys New York, названную Hello Kitty Nativity, где дева Мария была заменена Hello Kitty, одетой в Chanel и Nike. Это современное прочтение традиционного вертепа привлекло большое внимание и продемонстрировало интерес Сакса к феномену консьюмеризма, брендинга и культурной фетишизации продукции.
В 1997, исходя из идеи, что все «продукты» равны, Сакс создал студию Allied Cultural Prosthetics и начал использовать логотипы и элементы дизайна известных домов моды и другие узнаваемые бренды в своей работе.
Интересуясь с самого начала бриколажем, Сакс организовал выставку в Sperone Westwater в 2000, названную «Американский бриколаж» («American Bricolage»), включающую работы двенадцати художников, в том числе Александра Колдера, Грега Колсона (Greg Colson), Тома Фридмена.
После нескольких персональных выставок в Нью-Йорке и за границей, Сакс показал свою инсталляцию Nutsy’s в Deutsche Guggenheim в 2003. В 2006 у художника было две больших выставки в Европе — в Музее современного искусства Аструп-Фернли и в Фонде Прада, Милан. Его работы находятся в музейных коллекциях по всему миру, включая Музей Метрополитен, Нью-Йорк; Музей Гуггенхайма, Нью-Йорк; Музей Уитни; Центр Помпиду в Париже.